# Bleichauslassung

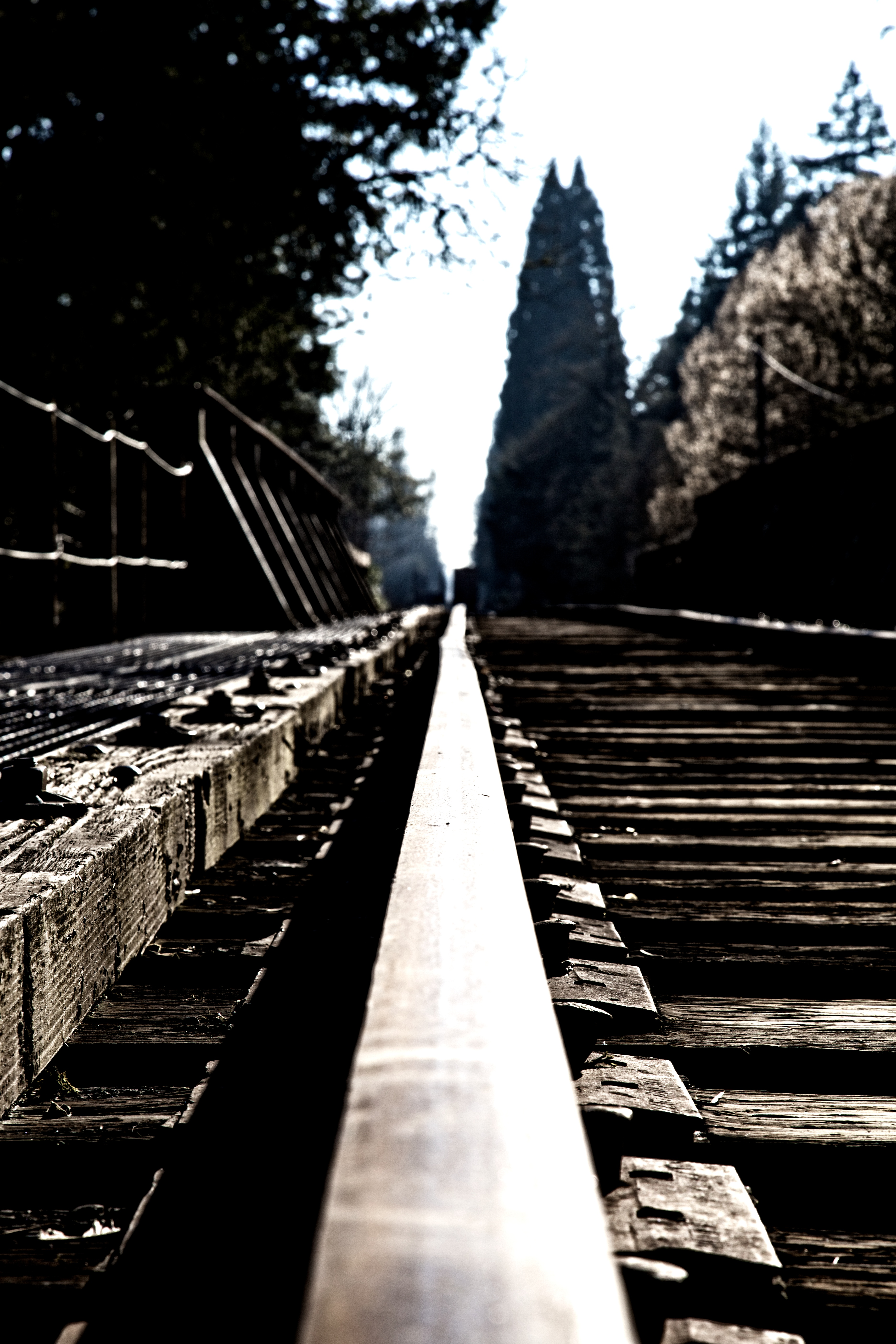
Beispiel für ein Bleach-Bypass-Foto (durch digitale Nachbearbeitung)

Die Bleichauslassung bzw. der Bleach-Bypass-Effekt ist ein visueller Effekt, bei dem der Vorgang des Bleichens bei der Farbfilmentwicklung teilweise oder komplett ausgelassen wird. Dadurch wird das schwarze Silber nicht in Silberbromid umgewandelt und bleibt zusammen mit den Farbstoffen auf dem Film. Das Ergebnis ist ein Farbbild, das von einem Schwarzweißbild überlagert wird. Dadurch erhält das Bild weniger Sättigung und Belichtungsumfang sowie einen erhöhten Kontrast und mehr Körnigkeit.  Meistens wird der Film bei der Aufnahme um einen Blendenwert unterbelichtet, um die Wirkung des bleach bypass noch zu verstärken.

## Verwendung in Filmen
Der Bleach-Bypass-Effekt wurde zuerst 1960 in Kon Ichikawas Film Otôto von dem Kameramann Kazuo Miyagawa verwendet. Er wurde dabei von der Farbgestaltung des 1956 veröffentlichten Moby Dick inspiriert, der in Technicolor hergestellt wurde. Hierbei wurde der Effekt durch die Überlagerung mit einem Schwarzweißbild erreicht. Trotz dieser frühen Entdeckung wurde der Bleach-Bypass-Effekt erst wieder in Michael Radfords Film 1984 verwendet.
Der Effekt fand außerdem Verwendung in den Filmen Der Soldat James Ryan, Snatch – Schweine und Diamanten, Minority Report, Sieben und 300.

## Verwandte Techniken
- Crossentwicklung